# Passanant i Belltall
Passanant i Belltall (in castigliano Pasanant) è un comune spagnolo di 159 abitanti situato nella comunità autonoma della Catalogna.